# Campionato europeo femminile di pallacanestro 2007
Il 31º Campionato Europeo Femminile di Pallacanestro FIBA (noto anche come FIBA EuroBasket Women 2007) si è svolto in Italia, dal 24 settembre al 7 ottobre 2007.
Chieti è stata la sede principale, Ortona, Lanciano e Vasto sedi delle partite preliminari.
L'Italia ha ospitato questa manifestazione in passato ben sette volte (1938, 1968, 1974, 1981, 1985, 1993), inclusa la prima edizione dei campionati nel 1938.
I Campionati europei femminili di pallacanestro sono una manifestazione biennale tra le squadre nazionali del continente, organizzata dalla FIBA Europe.

## Squadre partecipanti

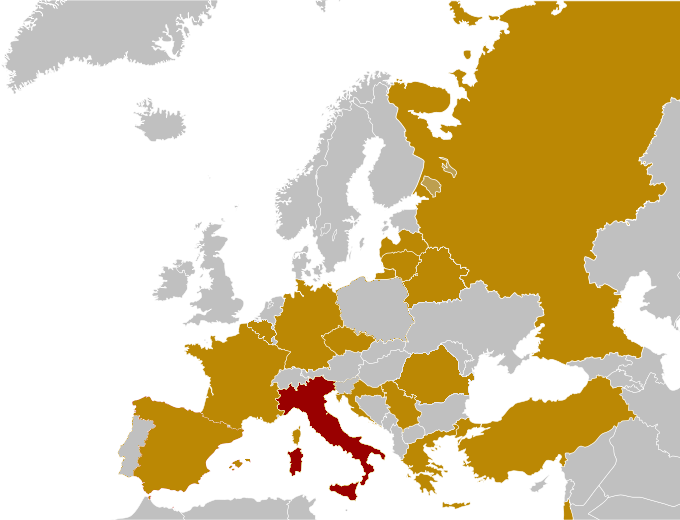
Nazioni partecipanti a EuroBasket Women 2007.

I sorteggi per la formazione dei gironi dei campionati europei, si sono tenuti a Chieti il 28 ottobre 2006. I gironi sono come seguono:
| Gruppo A - Lettonia - Rep. Ceca - Turchia - Israele | Gruppo B - Germania - Belgio - Lituania - Romania | Gruppo C - Francia - Italia - Russia - Grecia | Gruppo D - Bielorussia - Croazia - Spagna - Serbia |

## Sedi delle partite
| Gruppo                     | Città         | Impianto                              |
| -------------------------- | ------------- | ------------------------------------- |
| A                          | Vasto         | Palazzetto Comunale di Vasto          |
| B                          | Lanciano      | Palazzetto Comunale di Lanciano       |
| C                          | Chieti        | Palasantafilomena                     |
| D                          | Ortona        | Palazzetto Comunale di Ortona         |
| Gironi di Qualificazione   | Vasto, Ortona | Palazzetti Comunali di Vasto e Ortona |
| Fase Eliminatoria e Finali | Chieti        | PalaTricalle                          |

## Qualificazioni olimpiche
La squadra campione d'Europa parteciperà di diritto alle Olimpiadi di Pechino 2008. Inoltre le squadre classificate dal secondo al quinto posto, parteciperanno al Torneo di Qualificazione Olimpica, dove si confronteranno con due nazionali africane, tre americane, due asiatiche e una oceanica.

## Gironi di qualificazione

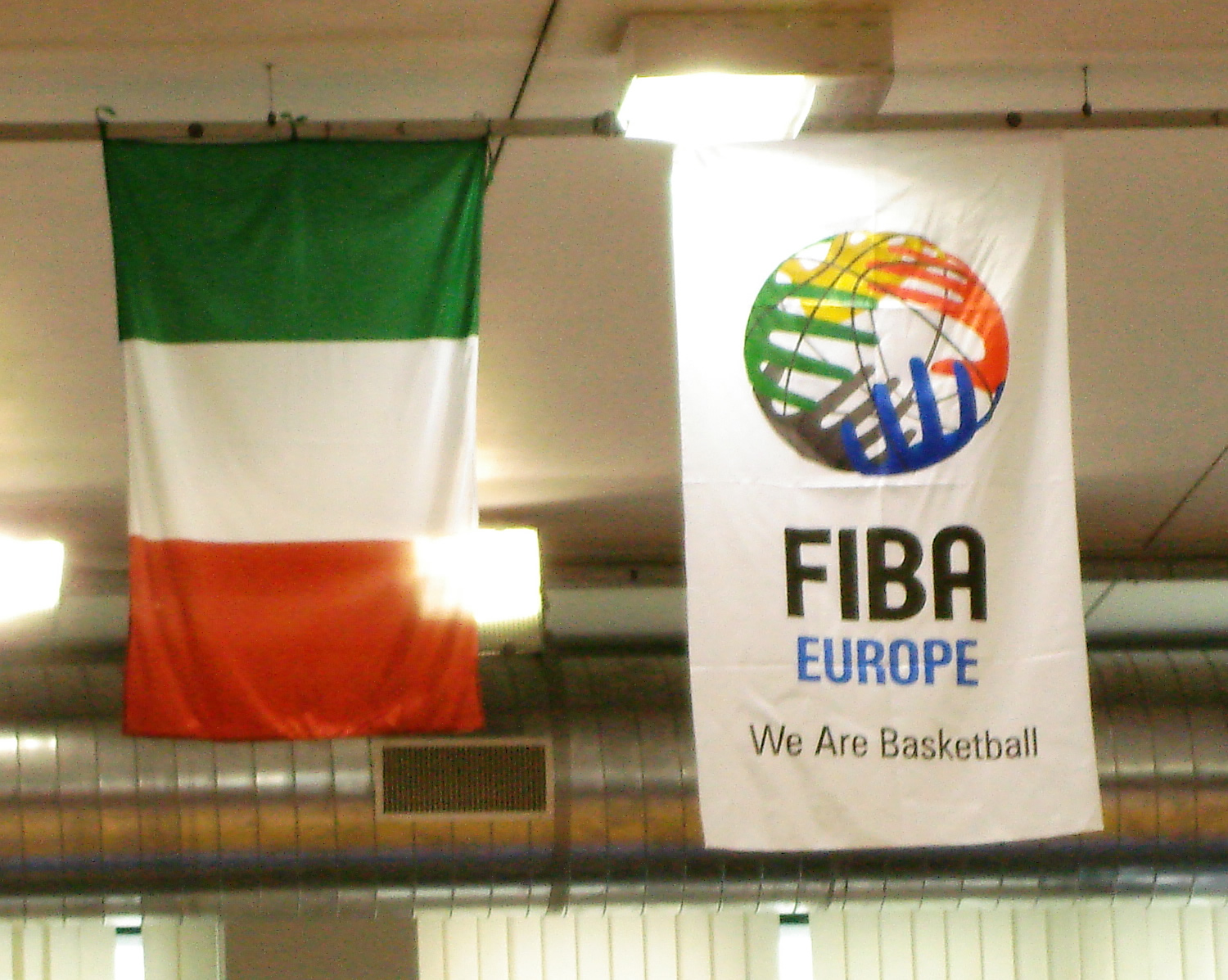
Il banner della FIBA Europe e la bandiera italiana, appesi al tetto del Palasantafilomena di Chieti.

Le prime tre dei quattro gruppi passano ai due gironi di accesso ai quarti di finale, le ultime due di ogni girone disputano le gare per i posti dal tredicesimo al sedicesimo. Con la vittoria una squadra conquista 2 punti, mentre con la sconfitta 1 punto. Le squadre classificatesi dai gironi A e B formeranno il gruppo E, mentre quelle dai gruppi C e D il gruppo F.

### Gruppo A
| Team         | Pt | V - P | PF - PS   | +/- |
| ------------ | -- | ----- | --------- | --- |
| 1. Rep. Ceca | 6  | 3 - 0 | 231 - 149 | +82 |
| 2. Lettonia  | 5  | 2 - 1 | 194 - 205 | -11 |
| 3. Turchia   | 4  | 1 - 2 | 194 - 217 | -23 |
| 4. Israele   | 3  | 0 - 3 | 174 - 222 | -48 |

| Arbitri: | Julien Perez Niz Juras |

|                    |          |             |
| Horasan, Yılmaz 21 | Punti    | 17 Baško    |
| Yiğit 5            | Assist   | 2 Jēkabsone |
| Horasan 10         | Rimbalzi | 11 Tamane   |

| Arbitri: | Cerebuch Gorshkov Zurapovic |

|             |          |              |
| Cohen 16    | Punti    | 16 Vítečková |
| Cohen 3     | Assist   | 5 Veselá     |
| Fleischer 7 | Rimbalzi | 8 Veselá     |

| Arbitri: | Julien Gorshkov Juras |

|                   |          |                  |
| Jēkabsone 28      | Punti    | 21 Suez          |
| Jēkabsone 5       | Assist   | 3 Selwyn         |
| Kubliņa, Tamane 6 | Rimbalzi | 6 Abramzon, Suez |

| Arbitri: | Cerebuch Fëdor Dmitriev Zurapovic |

|                      |          |                                |
| Vítečková, Veselá 16 | Punti    | 20 Vardarlı                    |
| Uhrová 4             | Assist   | 2 Akkaya, Yiğit, Sarıca, Alben |
| Večeřová 10          | Rimbalzi | 7 Engin                        |

| Arbitri: | Cerebuch Julien Zurapovic |

|             |          |                         |
| Doron 12    | Punti    | 13 Horasan              |
| Selwyn 5    | Assist   | 3 Vardarlı, Kimyacıoğlu |
| Fleischer 9 | Rimbalzi | 11 Horasan              |

| Arbitri: | Gorshkov Perez Niz Fëdor Dmitriev |

|              |          |              |
| Jēkabsone 17 | Punti    | 12 Vítečková |
| Jēkabsone 5  | Assist   | 3 Veselá     |
| Kubliņa 5    | Rimbalzi | 8 Večeřová   |

### Gruppo B
| Team        | Pt | V - P | PF - PS   | DP  |
| ----------- | -- | ----- | --------- | --- |
| 1. Belgio   | 6  | 3 - 0 | 203 - 177 | +26 |
| 2. Lituania | 5  | 2 - 1 | 191 - 175 | +16 |
| 3. Germania | 4  | 1 - 2 | 195 - 210 | -15 |
| 4. Romania  | 3  | 0 - 3 | 199 - 226 | -27 |

| Arbitri: | Nakic Chambon Chernova |

|             |          |           |
| Pașcalău 26 | Punti    | 22 Müller |
| Părău 5     | Assist   | 5 Weber   |
| Toma 10     | Rimbalzi | 7 Richter |

| Arbitri: | Mattioli Vojinovic Argirou |

|             |          |               |
| De Mondt 18 | Punti    | 14 Salkauske  |
| De Mondt 4  | Assist   | 2 Brazdeikytė |
| Wauters 7   | Rimbalzi | 9 Šulčiūtė    |

| Arbitri: | Koromilas Vojinovic Mattioli |

|            |          |            |
| Weber 14   | Punti    | 16 Wauters |
| Müller 3   | Assist   | 4 Wauters  |
| Fröhlich 9 | Rimbalzi | 6 Wauters  |

| Arbitri: | Nakic Chambon Argirou |

|                |          |                            |
| Brazdeikytė 15 | Punti    | 12 Pașcalău                |
| Valentienė 2   | Assist   | 1 Stoenescu, Ciocan, Părău |
| Šulčiūtė 10    | Rimbalzi | 13 Pașcalău                |

| Arbitri: | Koromilas Mattioli Chernova |

|             |          |              |
| Wauters 20  | Punti    | 14 Stoenescu |
| Carpréaux 8 | Assist   | 3 Părău      |
| Wauters 10  | Rimbalzi | 9 Toma       |

| Arbitri: | Nakic Chambon Vojinovic |

|                     |          |             |
| Fröhlich 24         | Punti    | 18 Valužytė |
| Fröhlich, Richter 2 | Assist   | 5 Valužytė  |
| Fröhlich 11         | Rimbalzi | 8 Salkauske |

### Gruppo C

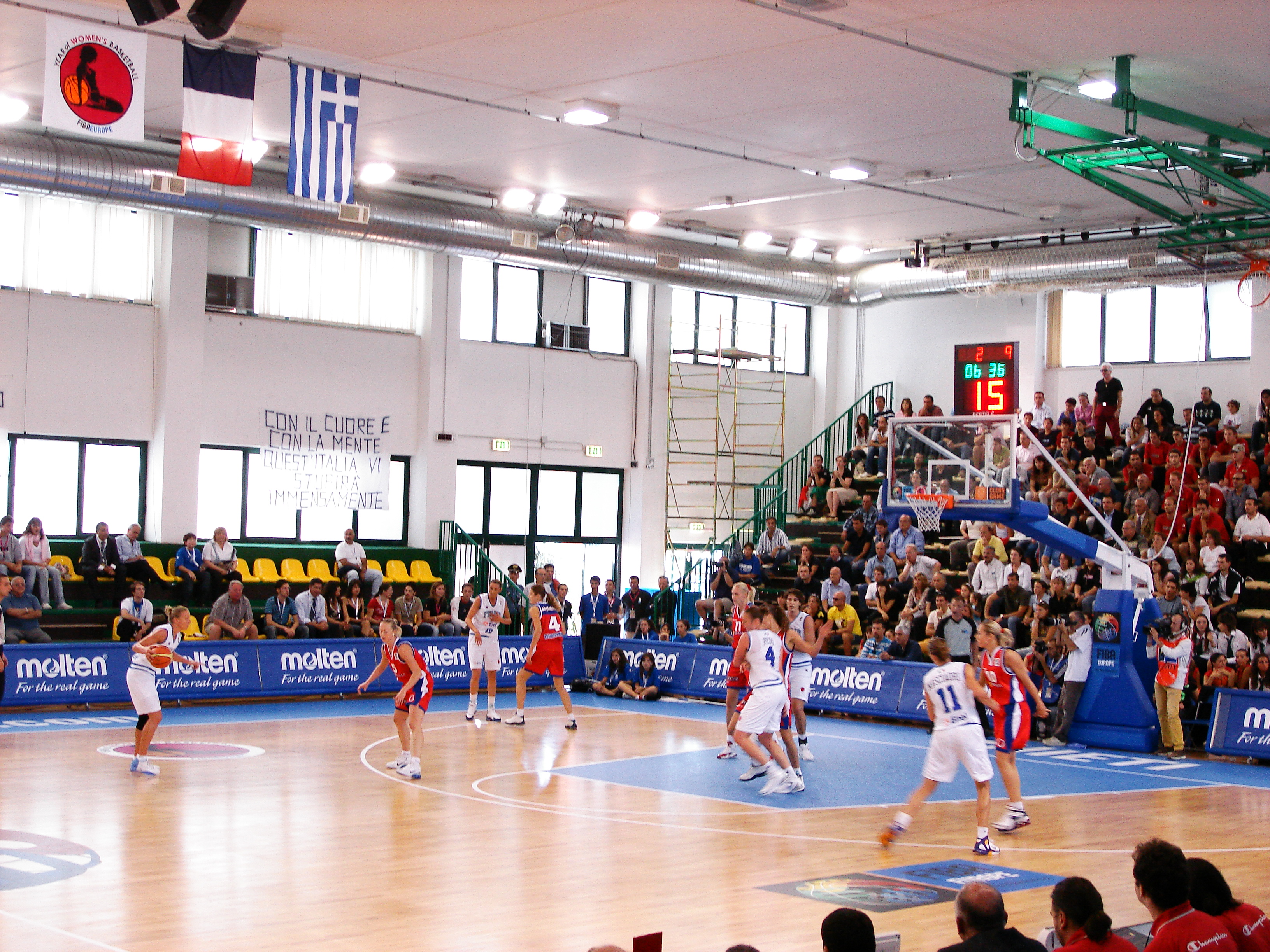
Italia - Russia, partita inaugurale dei FIBA EuroBasket Women 2007.

| Team       | Pt | V - P | PF - PS   | +/- |
| ---------- | -- | ----- | --------- | --- |
| 1. Russia  | 6  | 3 - 0 | 209 - 161 | +48 |
| 2. Francia | 5  | 2 - 1 | 181 - 161 | +20 |
| 3. Italia  | 4  | 1 - 2 | 168 - 179 | -11 |
| 4. Grecia  | 3  | 0 - 3 | 152 - 209 | -57 |

| Arbitri: | Lottermoser Lucis Ciulin |

|           |          |              |
| Macchi 17 | Punti    | 10 Stepanova |
| Macchi 2  | Assist   | 3 Korstin    |
| Ress 10   | Rimbalzi | 9 Stepanova  |

| Arbitri: | Bodnar Jasevicius Tsekov |

|            |          |              |
| Gruda 14   | Punti    | 16 Kalentzou |
| Sauret 5   | Assist   | 4 Kalentzou  |
| Le Dréan 8 | Rimbalzi | 7 Stachtiarī |

| Arbitri: | Lukes Bodnar Jasevicius |

|                       |          |          |
| Kōstakī, Kaltsidou 13 | Punti    | 16 Ress  |
| Kōstakī, Kaltsidou 3  | Assist   | 6 Macchi |
| Kalentzou 6           | Rimbalzi | 13 Ress  |

| Arbitri: | Ciulin Lucis Lottermoser |

|              |          |            |
| Stepanova 19 | Punti    | 16 Gomis   |
| Šč'egoleva 3 | Assist   | 3 Sauret   |
| Stepanova 8  | Rimbalzi | 9 Yacoubou |

| Arbitri: | Lottermoser Ciulin Jasevicius |

|           |          |                               |
| Macchi 15 | Punti    | 14 Gruda                      |
| Sottana 5 | Assist   | 3 Lawson-Wade                 |
| Dačić 14  | Rimbalzi | 6 Lawson-Wade, Gomis, Ndongue |

| Arbitri: | Lukes Lucis Tsekov |

|                                                       |          |                          |
| Maltsī 22                                             | Punti    | 21 Osipova               |
| Kalentzou, Maltsī 2                                   | Assist   | 3 Vodop'janova, Demagina |
| Saregkou, Vasileiou, Nikolaidou, Maltsī, Stachtiarī 3 | Rimbalzi | 12 Osipova               |

### Gruppo D
| Team           | Pt | V - P | PF - PS   | +/- |
| -------------- | -- | ----- | --------- | --- |
| 1. Spagna      | 6  | 3 - 0 | 218 - 190 | +28 |
| 2. Bielorussia | 5  | 2 - 1 | 233 - 195 | +38 |
| 2. Serbia      | 4  | 1 - 2 | 217 - 228 | -11 |
| 4. Croazia     | 3  | 0 - 3 | 188 - 243 | -55 |

| Arbitri: | Shemmesh Mogulkoc Delestrée |

|              |          |                    |
| Snycina 18   | Punti    | 17 Valdemoro       |
| Marčanka 3   | Assist   | 6 Montañana        |
| Verameenka 8 | Rimbalzi | 5 Palau, Montañana |

| Arbitri: | Sharro Kowalski Kremer |

|              |          |               |
| Musović 19   | Punti    | 20 Štampalija |
| Veselovski 6 | Assist   | 7 Mandir      |
| Puškar 9     | Rimbalzi | 8 Štampalija  |

| Arbitri: | Shemmesh Kowalski Andersson |

|                    |          |               |
| Štampalija 20      | Punti    | 19 Troina     |
| Jelavić 4          | Assist   | 6 Anufryenka  |
| Klein-Šumanovac 10 | Rimbalzi | 8 Veraemeenka |

| Arbitri: | Sharro Mogulkoc Delestrée |

|             |          |              |
| Aguilar 22  | Punti    | 15 Miljković |
| Valdemoro 7 | Assist   | 4 Miljković  |
| Valdemoro 8 | Rimbalzi | 8 Grubor     |

| Arbitri: | Kowalski Mogulkoc Kremer |

|             |          |             |
| Leŭčanka 14 | Punti    | 15 Musović  |
| Vol'naja 5  | Assist   | 5 Miljković |
| Leŭčanka 11 | Rimbalzi | 6 Puškar    |

| Arbitri: | Shemmesh Sharro Andersson |

|                   |          |                    |
| Kireta, Mandir 11 | Punti    | 15 Valdemoro       |
| Mandir 4          | Assist   | 3 Pascua, Martínez |
| Podrug 10         | Rimbalzi | 11 Valdemoro       |

## Gironi di accesso ai quarti di finale
Le prime quattro dei due gruppi passano ai quarti di finale, le ultime due di ogni girone disputano le gare per i posti dal nono al dodicesimo. Le squadre si portano dietro i punti totalizzati nella prima fase a gironi, ma solo i punti conquistati contro le squadre dello stesso girone che sono passate al secondo turno, e si scontrano solo contro le squadre provenienti dall'altro girone.

### Gruppo E (Vasto)
| Team         | Pt | V - P | PF - PS   | +/- |
| ------------ | -- | ----- | --------- | --- |
| 1. Rep. Ceca | 9  | 4 - 1 | 350 - 297 | +53 |
| 2. Lettonia  | 9  | 4 - 1 | 322 - 291 | +31 |
| 3. Belgio    | 8  | 3 - 2 | 350 - 310 | +40 |
| 4. Lituania  | 7  | 2 - 3 | 304 - 337 | -33 |
| 5. Turchia   | 6  | 1 - 4 | 324 - 374 | -50 |
| 6. Germania  | 6  | 1 - 4 | 274 - 315 | -41 |

| 28 settembre 2007 |           |         |
| Turchia           | Belgio    | 63 - 85 |
| Lituania          | Lettonia  | 46 - 76 |
| Germania          | Rep. Ceca | 54 - 47 |
| 30 settembre 2007 |           |         |
| Germania          | Turchia   | 63 - 76 |
| Rep. Ceca         | Lituania  | 75 - 67 |
| Lettonia          | Belgio    | 69 - 66 |
| 2 ottobre 2007    |           |         |
| Lituania          | Turchia   | 67 - 61 |
| Belgio            | Rep. Ceca | 70 - 72 |
| Lettonia          | Germania  | 60 - 47 |

### Gruppo F (Ortona)
| Team           | Pt | V - P | PF - PS   | +/- |
| -------------- | -- | ----- | --------- | --- |
| 1. Russia      | 9  | 4 - 1 | 339 - 303 | +36 |
| 2. Spagna      | 9  | 4 - 1 | 346 - 319 | +27 |
| 3. Francia     | 8  | 3 - 2 | 316 - 294 | +22 |
| 4. Bielorussia | 7  | 2 - 3 | 340 - 339 | +1  |
| 5. Italia      | 6  | 1 - 4 | 282 - 312 | -30 |
| 6. Serbia      | 6  | 1 - 4 | 299 - 355 | -56 |

| 29 settembre 2007 |             |         |
| Italia            | Spagna      | 64 - 79 |
| Serbia            | Russia      | 67 - 65 |
| Bielorussia       | Francia     | 60 - 72 |
| 1º ottobre 2007   |             |         |
| Serbia            | Italia      | 43 - 64 |
| Russia            | Bielorussia | 87 - 73 |
| Francia           | Spagna      | 53 - 63 |
| 3 ottobre 2007    |             |         |
| Bielorussia       | Italia      | 66 - 51 |
| Spagna            | Russia      | 49 - 64 |
| Francia           | Serbia      | 68 - 60 |

## Fase Finale a eliminazione diretta (Chieti)
|  | Quarti di finale        | Quarti di finale        |                         |          | Semifinali                | Semifinali                |  |  | Finale                  | Finale |
|  |                         |                         |                         |          |                           |                           |  |  |                         |        |
|  | 4 ottobre 2007 - Chieti |                         |                         |          |                           |                           |  |  |                         |        |
|  |                         |                         |                         |          |                           |                           |  |  |                         |        |
|  | Rep. Ceca               | 46                      |                         |          |                           |                           |  |  |                         |        |
|  | Rep. Ceca               | 46                      | 6 ottobre 2007 - Chieti |          |                           |                           |  |  |                         |        |
|  | Bielorussia             | 52                      |                         |          |                           |                           |  |  |                         |        |
|  | Bielorussia             | 52                      | Bielorussia             | 54       |                           |                           |  |  |                         |        |
|  | 5 ottobre 2007 - Chieti |                         | Bielorussia             | 54       |                           |                           |  |  |                         |        |
|  |                         | Spagna                  | 70                      |          |                           |                           |  |  |                         |        |
|  | Belgio                  | Spagna                  | 70                      | 53       |                           |                           |  |  |                         |        |
|  | Belgio                  |                         | 7 ottobre 2007 - Chieti | 53       |                           |                           |  |  |                         |        |
|  | Spagna                  | 72                      |                         |          |                           |                           |  |  |                         |        |
|  | Spagna                  | 72                      | Spagna                  | 68       |                           |                           |  |  |                         |        |
|  | 4 ottobre 2007 - Chieti |                         | Spagna                  | 68       |                           |                           |  |  |                         |        |
|  |                         | Russia                  | 74                      |          |                           |                           |  |  |                         |        |
|  | Lettonia                | Russia                  | 74                      | 66       |                           |                           |  |  |                         |        |
|  | Lettonia                | 6 ottobre 2007 - Chieti |                         | 66       |                           |                           |  |  |                         |        |
|  | Francia                 | 62                      |                         |          |                           |                           |  |  |                         |        |
|  | Francia                 | 62                      | Lettonia                | 36       | Finale per il terzo posto | Finale per il terzo posto |  |  |                         |        |
|  | 5 ottobre 2007 - Chieti |                         | Lettonia                | 36       | Finale per il terzo posto | Finale per il terzo posto |  |  |                         |        |
|  |                         | Russia                  | 67                      |          |                           |                           |  |  |                         |        |
|  | Lituania                | Russia                  | 67                      | 58       | Bielorussia               | 72                        |  |  |                         |        |
|  | Lituania                |                         |                         | 58       | Bielorussia               | 72                        |  |  |                         |        |
|  | Russia                  | 75                      |                         | Lettonia | 63                        |                           |  |  |                         |        |
|  | Russia                  | 75                      |                         |          | 63                        |                           |  |  |                         |        |
|  |                         |                         |                         |          |                           |                           |  |  | 7 ottobre 2007 - Chieti |        |
|  |                         |                         |                         |          |                           |                           |  |  |                         |        |

### Dal 5º all'8º posto
|  | Semifinali | Semifinali | Semifinali |           |          | Quinto Posto  | Quinto Posto  | Quinto Posto  |  |
|  |            |            |            |           |          |               |               |               |  |
|  | Francia    | Francia    | 65         |           |          |               |               |               |  |
|  | Francia    | Francia    | 65         |           |          |               |               |               |  |
|  | Lituania   | Lituania   | 67         |           |          |               |               |               |  |
|  | Lituania   | Lituania   | 67         |           | Lituania | Lituania      | 54            |               |  |
|  |            |            |            |           | Lituania | Lituania      | 54            |               |  |
|  |            |            | Rep. Ceca  | Rep. Ceca | 93       |               |               |               |  |
|  | Rep. Ceca  | Rep. Ceca  | Rep. Ceca  | Rep. Ceca | 93       | 75            |               |               |  |
|  | Rep. Ceca  | Rep. Ceca  |            |           |          | 75            |               |               |  |
|  | Belgio     | Belgio     | 50         |           |          | Settimo Posto | Settimo Posto | Settimo Posto |  |
|  | Belgio     | Belgio     | 50         |           |          |               |               |               |  |
|  |            |            |            |           |          |               |               |               |  |
|  |            |            |            |           |          | Francia       | Francia       | 63            |  |
|  |            |            |            |           |          | Francia       | Francia       | 63            |  |
|  |            |            |            |           |          | Belgio        | Belgio        | 72            |  |

## Classifica finale

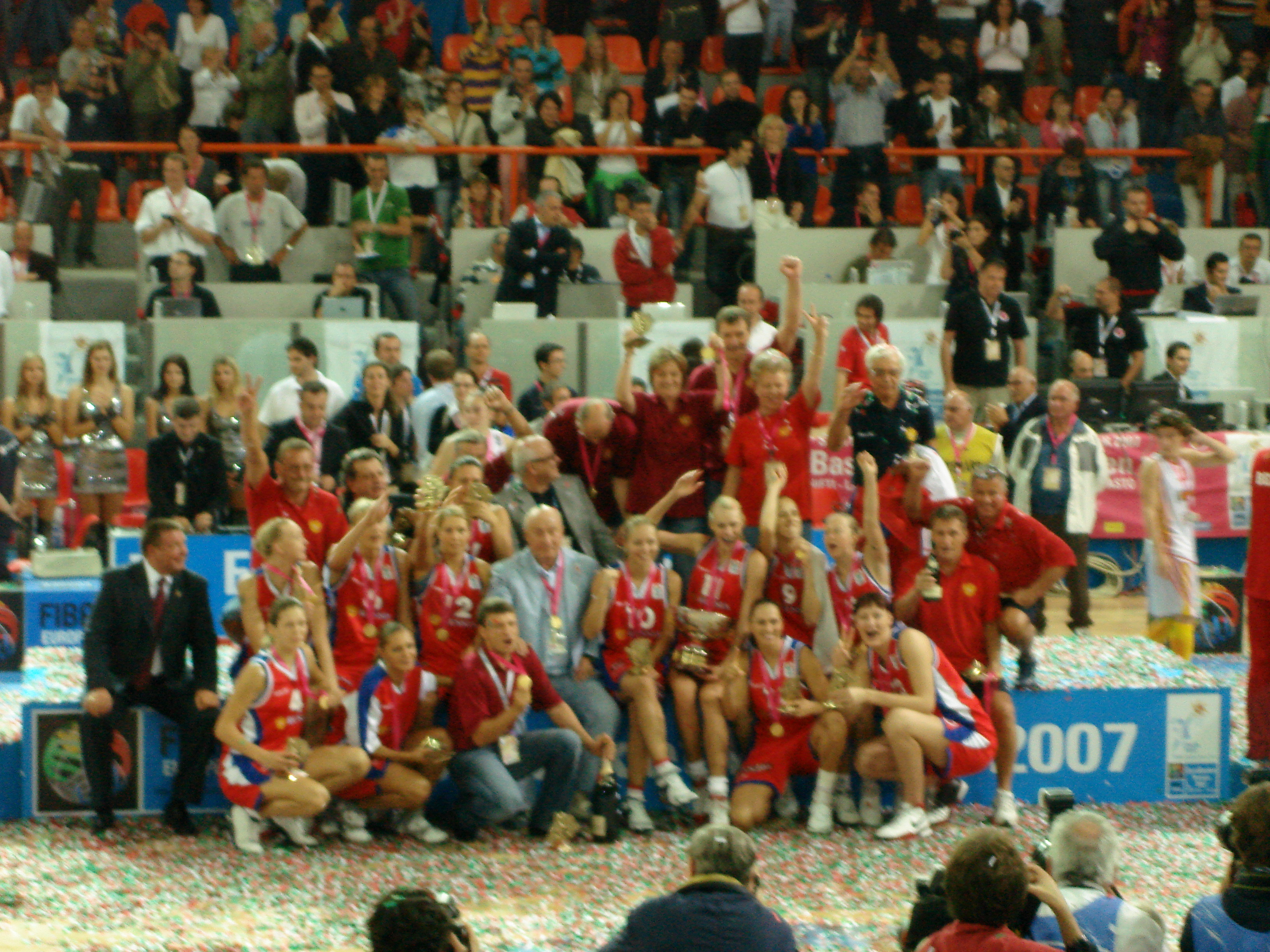
La Russia Campione d'Europa.

|  | Campione d'Europa. Qualificata direttamente a Pechino 2008 |

|  |  |  | Accedono al torneo di qualificazione a Pechino 2008 |

| Campione d'Europa | Campione d'Europa | Campione d'Europa | Campione d'Europa |
| --- | ----------------- | --- | ----------------- |
| Russia4 Artešina, 5 Rachmatulina, 6 Vodop'janova, 7 Demagina, 8 Karpunina, 9 Šč'egoleva, 10 Korstin, 11 Stepanova, 12 Sokolovskaja, 13 Lisina, 14 Abrosimova, 15 Osipova, All. Igor' Grudin |                   | |                   |
| Argento | Spagna            | Spagna4 Camps, 5 Lima, 6 Morales, 7 Sánchez, 8 Pascua, 9 Palau, 10 Aguilar, 11 Martínez, 12 Montañana, 13 Valdemoro, 14 Herradas, 15 Zurro, All. Evaristo Pérez                                       |                   |
| Bronzo | Bielorussia       | Bielorussia4 Padabed, 5 Drozd, 6 Snycina, 7 Hasper, 8 Vol'naja, 9 Anufryenka, 10 Verameenka, 11 Leŭčanka, 12 Marčanka, 13 Troina, 14 Trafimava, 15 Krės, All. Anatol' Bujal'ski                       |                   |
| 4. | Lettonia          | Lettonia4 Ose, 5 Dreimane, 6 Eglīte, 7 Tamane, 8 Baško, 9 Jansone, 10 Jēkabsone, 11 Teilāne, 12 Krūmberga, 13 Tāre, 14 Kubliņa, 15 Brumermane, All. Ainars Zvirgzdiņš                                 |                   |
| 5. | Rep. Ceca         | Rep. Ceca4 Veselá, 5 Večeřová, 6 Hejdová, 7 Hartigová, 8 Uhrová, 9 Machová, 10 Šujanová, 11 Svobodová, 12 Mokrošová, 13 Kulichová, 14 Elhotová, 15 Vítečková, All. Jan Bobrovský                      |                   |
| 6. | Lituania          | Lituania4 Pacauskienė, 5 Brazdeikytė, 6 Sauliūtė, 7 Petronytė, 8 Čiūdarienė, 9 Valentienė, 10 Briedytė, 11 Vengrytė, 12 Kuktienė, 13 Valužytė, 14 Šulčiūtė, 15 Marčauskaitė, All. Algirdas Paulauskas |                   |
| 7. | Belgio            | Belgio4 Leemans, 5 Carpréaux, 6 Medvedeva, 7 Callens, 8 Wambe, 9 De Mondt, 10 Deyaert, 11 Van Malderen, 12 Wauters, 13 Boonen, 14 Decroos, 15 Van Den Vonder, All. Laurent Buffard                    |                   |
| 8. | Francia           | Francia4 Beikes, 5 Le Dréan, 6 Dumerc, 7 Gruda, 8 Lawson-Wade, 9 Sauret, 10 Reghaissia, 11 Gomis, 12 Badé, 13 Dijon, 14 Ndongue, 15 Yacoubou, All. Jacques Commères                                   |                   |
| Eliminate nella seconda fase a gironi |                   | |                   |
| 9. | Germania          | Germania4 Nikagbatse, 5 Breitreiner, 6 Richter, 7 Skuballa, 8 Austmann, 9 Gohrke, 10 Berger, 11 Müller, 12 Kühn, 13 Fröhlich, 14 Weber, 15 Gläser, All. Imre Szittya                                  |                   |
| 9. | Italia            | Italia4 Ress, 5 Franchini, 6 Sottana, 7 Zara, 8 Zanoli, 9 Modica, 10 Macchi, 11 Masciadri, 12 Ciampoli, 13 Zanon, 14 Giauro, 15 Dačić, All. Gianni Lambruschi                                         |                   |
| 9. | Serbia            | Serbia4 Kresović, 5 Petrović, 6 Miljković, 7 Radočaj, 8 Veselovski, 9 Mitov, 10 Musović, 11 Puškar, 12 Ilić, 13 Dabović, 14 Grubor, 15 Perović, All. Jovica Antonić                                   |                   |
| 9. | Turchia           | Turchia4 İvegin, 5 Akkaya, 6 Vardarlı, 7 Yiğit, 8 Kimyacıoğlu, 9 Tunçluer, 10 Alben, 11 Yılmaz, 12 Sarıca, 13 Horasan, 14 Çağlar, 15 Engin, All. Cem Akdag                                            |                   |
| Eliminate nella prima fase a gironi |                   | |                   |
| 13. | Croazia           | Croazia4 Mandir, 5 Jelavić, 6 Periša, 7 Lelas, 8 Ivezić, 9 Štampalija, 10 Erceg, 11 Kireta, 12 Klein-Šumanovac, 13 Podrug, 14 Ivanković, 15 Bura, All. Linda Antić                                    |                   |
| 13. | Grecia            | Grecia4 Kalentzou, 5 Kōstakī, 6 Chatzīnikolaou, 7 Spatharou, 8 Kaltsidou, 9 Maltsī, 10 Saregkou, 11 Stachtiarī, 12 Papamichaīl, 13 Kosma, 14 Vasileiou, 15 Nikolaidou, All. Kōstas Missas             |                   |
| 13. | Israele           | Israele4 Suez, 5 Dori, 6 Selwyn, 7 L. Cohen, 8 Doron, 9 A. Cohen, 10 Zairy, 11 Kolodny, 12 Nusel, 13 Abramzon, 14 Levitsky, 15 Fleischer, All. Eli Rabi                                               |                   |
| 13. | Romania           | Romania4 Stoenescu, 5 Mandache, 6 Vass, 7 Părău, 8 Toma, 9 Brosovszky, 10 Orosz, 11 Bagiu, 12 Vescan, 13 Pașcalău, 14 Huțanu, 15 Ciocan, All. Marc Silvert                                            |                   |

## Riconoscimenti Giocatrici

### MVP del torneo

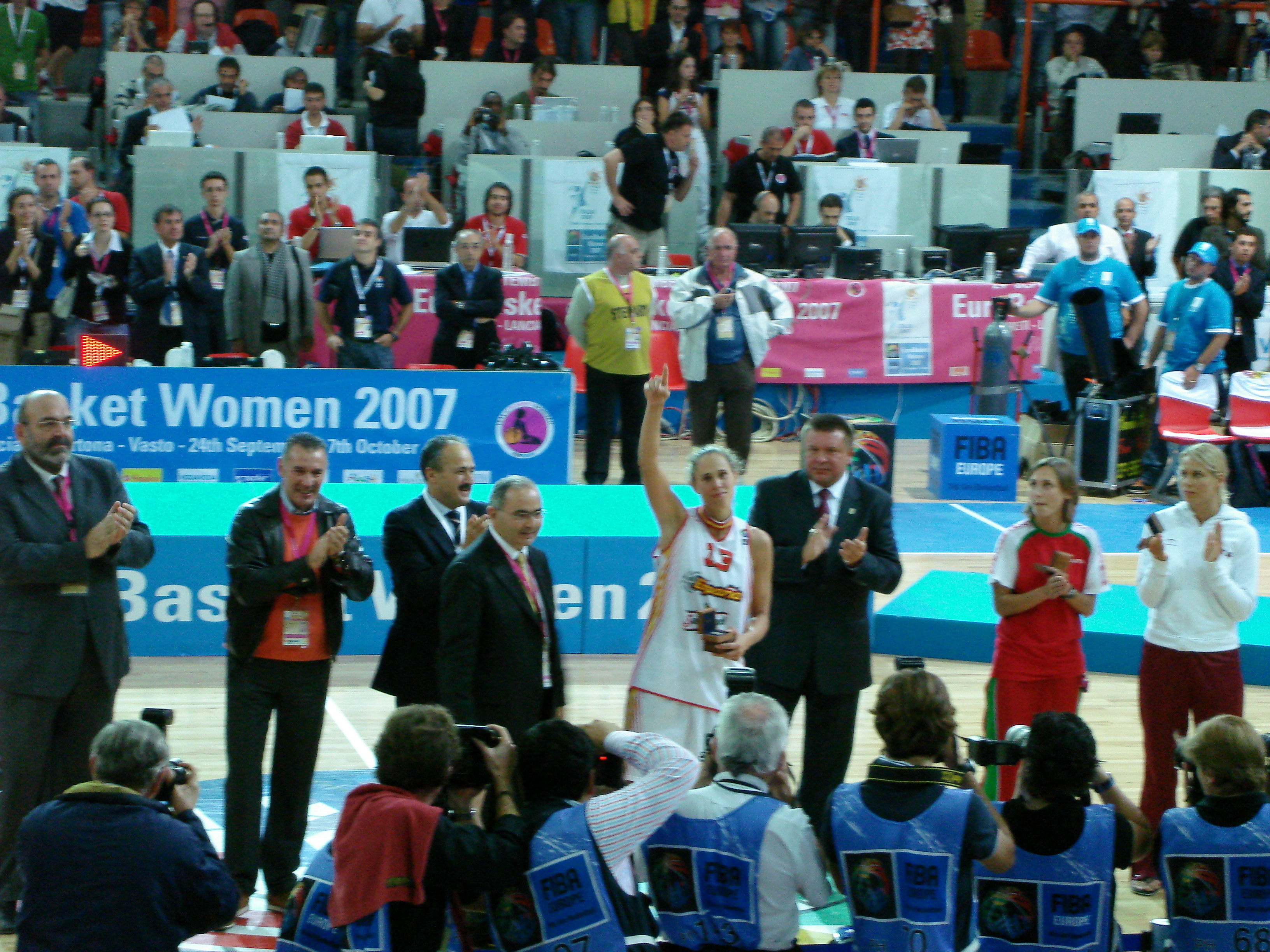
Amaya Valdemoro, MVP del torneo.

- Amaya Valdemoro -  Spagna.

### Miglior formazione del torneo
- G: Natallja Marčanka -  Bielorussia.
- G: Amaya Valdemoro -  Spagna.
- C: Marija Stepanova -  Russia.
- F: Ol'ga Artešina -  Russia.
- F: Anete Jēkabsone -  Lettonia.

## Statistiche
Dati aggiornati al 7 ottobre 2007, fine della manifestazione.

### Generali
- Totale partite disputate: 54
- Totale punti segnati: 6986
- Totale assist effettuati: 1149
- Totale stoppate eseguite: 222

### Individuali
- Miglior realizzatrice: - Ann Wauters (  Belgio ) - 19,7 punti/partita
- Migliore rimbalzista: - Marija Stepanova (  Russia ) - 10,0 rimbalzi/partita
- Miglior donna assist: - Edwige Lawson-Wade (  Francia ) - 4,3 assist/partita
- Miglior stoppatrice: - Petra Kulichová (  Rep. Ceca ) - 2,1 stoppate/partita.